# Vivien Juhászová
Vivien Juhászová (* 17. Juli 1993 in Komárno) ist eine slowakische Tennisspielerin.

## Karriere
Juhászová begann mit sieben Jahren das Tennisspielen und bevorzugt Sandplätze. Sie spielt bislang vor allem auf der ITF Women’s World Tennis Tour, wo sie drei Einzel- und 21 Doppeltitel gewinnen konnte.

## Turniersiege

### Einzel
| Nr. | Datum              | Turnier   | Kategorie   | Belag     | Finalgegnerin         | Ergebnis      |
| --- | ------------------ | --------- | ----------- | --------- | --------------------- | ------------- |
| 1.  | 11. Juli 2010      | Prokuplje | ITF $10.000 | Sand      | Ingrid-Alexandra Radu | 6:2, 3:6, 6:0 |
| 2.  | 27. September 2015 | Antalya   | ITF $10.000 | Hartplatz | Julija Stamatowa      | 5:7, 6:2, 6:4 |
| 3.  | 19. November 2017  | Benicarló | ITF $15.000 | Sand      | Inès Ibbou            | 6:1, 6:2      |

### Doppel
| Nr. | Datum              | Turnier             | Kategorie   | Belag     | Partnerin             | Finalgegnerinnen                       | Ergebnis          |
| --- | ------------------ | ------------------- | ----------- | --------- | --------------------- | -------------------------------------- | ----------------- |
| 1.  | 25. Juni 2011      | Niš                 | ITF $10.000 | Sand      | Martina Borecká       | Ivana Topčić Natalija Stevanović       | 7:67, 6:3         |
| 2.  | 13. August 2011    | Doboj               | ITF $10.000 | Sand      | Barbara Sobaszkiewicz | Martina Borecká Petra Krejsová         | 7:5, 6:3          |
| 3.  | 24. Februar 2013   | Antalya             | ITF $10.000 | Sand      | Ágnes Bukta           | Ioana Ducu Cristina Ene                | 6:1, 2:6, [10:6]  |
| 4.  | 6. April 2013      | Iraklio             | ITF $10.000 | Teppich   | Teodora Mirčić        | Giulia Sussarello Sara Sussarello      | 7:5, 67:7, [10:4] |
| 5.  | 27. Juli 2013      | Palić               | ITF $10.000 | Sand      | Tereza Malíková       | Katarina Adamović Vladica Babić        | 3:6, 6:4, [10:5]  |
| 6.  | 6. September 2013  | Sarajevo            | ITF $15.000 | Sand      | Tereza Malíková       | Anita Husarić Lisa-Maria Moser         | 6:4, 6:1          |
| 7.  | 27. Oktober 2013   | Dubrovnik           | ITF $10.000 | Sand      | Ágnes Bukta           | Lenka Juríková Barbora Krejčíková      | 6:3, 6:3          |
| 8.  | 2. November 2013   | Umag                | ITF $10.000 | Sand      | Tereza Malíková       | Ágnes Bukta Barbora Krejčíková         | 6:4, 7:65         |
| 9.  | 10. November 2013  | Umag                | ITF $10.000 | Sand      | Ágnes Bukta           | Aljona Sotnykowa Giulia Sussarello     | 6:4, 6:0          |
| 10. | 12. April 2014     | Scharm asch-Schaich | ITF $10.000 | Hartplatz | Kristýna Hrabalová    | Martina Přádová Anna Vrbenská          | 6:1, 4:6, [11:9]  |
| 11. | 13. September 2014 | Bol                 | ITF $10.000 | Sand      | Barbara Kötelesová    | Gabriela van de Graaf Julia Wachaczyk  | 2:6, 6:1, [10:7]  |
| 12. | 20. September 2014 | Bol                 | ITF $10.000 | Sand      | Karin Morgošová       | Theresa Kleinsteuber Stefanie Vorih    | 4:6, 6:2, [10:2]  |
| 13. | 29. August 2015    | Čakovec             | ITF $10.000 | Sand      | Ágnes Bukta           | Nina Holanová Katarína Strešnáková     | 6:4, 6:2          |
| 14. | 20. September 2015 | Brčko               | ITF $10.000 | Sand      | Ágnes Bukta           | Anita Husarić Janina Toljan            | 5:7, 6:4, [10:8]  |
| 15. | 3. Oktober 2015    | Antalya             | ITF $10.000 | Hartplatz | Aryna Sabalenka       | Ayla Aksu Anita Husarić                | 6:1, 6:3          |
| 16. | 16. November 2015  | Antalya             | ITF $10.000 | Sand      | Ágnes Bukta           | Anna Bondár Rebeka Stolmár             | 7:5, 6:3          |
| 17. | 5. März 2016       | Antalya             | ITF $10.000 | Sand      | Tereza Malíková       | Raluca Ciufrila Ioana Loredana Roșca   | 6:0, 6:4          |
| 18. | 26. März 2016      | Antalya             | ITF $10.000 | Hartplatz | Ágnes Bukta           | Michaela Hončová Chantal Škamlová      | 6:4, 6:1          |
| 19. | 3. September 2016  | Mamaia              | ITF $25.000 | Sand      | Kateřina Kramperová   | Irina Bara Mihaela Buzarnescu          | 7:63, 2:6, [10:7] |
| 20. | 18. Februar 2017   | Hammamet            | ITF $15.000 | Sand      | Kamila Kerimbajewa    | Eleni Kordolaimi Swjatlana Piraschenka | 3:6, 6:4, [10:8]  |
| 21. | 6. Juli 2019       | Stuttgart           | ITF W25     | Sand      | Alena Fomina-Klotz    | Tamara Čurović Chiara Scholl           | 2:6, 6:2, [14:12] |